# Pío Rosado Lorié
Pío Rosado Lorié (Santiago de Cuba, Cuba, 8 de julio de 1842 - Bayamo, Cuba, 7 de julio de 1880) fue un maestro, militar y patriota cubano del siglo XIX.Hijos: Margaret Lorie, Armando Lorie, Teresa Lorie, Pío Lorie

## Orígenes
Pío Rosado Lorié nació en Santiago de Cuba, Cuba, el 8 de julio de 1842. De profesión era maestro.

## Guerra de los Diez Años
Se unió a Donato Mármol en octubre de 1868, durante los alzamientos que llevaron al estallido de la Guerra de los Diez Años (1868-1878), la primera guerra por la independencia de Cuba. 
Durante las Navidades de ese año 1868, el ya Capitán Pío Rosado entró en su ciudad natal de Santiago de Cuba, haciéndose pasar por Coronel, con el objetivo de proponer un intercambio de prisioneros al gobernador español de la región, acto que no resultó. 
Peleó en la Batalla de El Salado (1868-1869), por la defensa de la recién liberada ciudad de Bayamo. Tras la pérdida de la ciudad por parte de las fuerzas cubanas en enero de 1869, el General cubano Donato Mármol se insubordinó al presidente Carlos Manuel de Céspedes, autopro clamándose dictador y nombrando al Coronel Pío Rosado como jefe de su Estado Mayor. 
En 1870, pasó a ser jefe del Estado Mayor del Mayor general Máximo Gómez, sucesor del General Mármol en la jefatura de la “División Cuba”, tras la muerte de éste por enfermedad. 
Fue representante de la Cámara, por el Estado de Oriente. En 1872, el ya Coronel Pío Rosado fue comisionado al extranjero a gestionar una expedición armada para apoyar la lucha independentista en Cuba. Por aquel entonces, los cubanos preparaban la Invasión a Las Villas, por lo cual necesitaban refuerzos en hombres, armas y, sobre todo, municiones. 
En septiembre de 1875 partió de Colombia hacia Jamaica, y de esta última hacia Cuba en la expedición del vapor “Octavia”. Sin embargo, ésta fue sorprendida por una cañonera española en aguas territoriales cubanas y se vieron obligados a regresar a colonia británica de Jamaica, en donde se encontraba el Coronel Pío Rosado al terminar la guerra en 1878. 

## Guerra Chiquita y muerte
El Mayor general Calixto García lo ascendió a General de Brigada (Brigadier), mientras preparaban el inicio de la segunda guerra por la independencia de Cuba: La Guerra Chiquita (1879-1880). 
Tras tres intentos frustrados de desembarcar en Cuba, el ya Brigadier Pío Rosado logró, por fin, desembarcar cerca de su natal ciudad de Santiago de Cuba, el 7 de mayo de 1880. 
Perseguido por las fuerzas españolas, fue capturado el 3 de julio y fusilado cuatro días más tarde, el 7 de julio de 1880, justo un día antes de cumplir los 38 años de edad.